# Mighty Baby (album)
| Recensione   | Giudizio          |
| ------------ | ----------------- |
| AllMusic     | [ 1 ]             |
| Sputnikmusic | 4.5 (Superb)      |
| Ondarock     | Disco consigliato |

Mighty Baby è il primo album discografico dell'omonimo gruppo musicale inglese di rock psichedelico, pubblicato dall'etichetta discografica Head Records nel dicembre del 1969.

## Tracce
Lato A
Testi e musiche di Mighty Baby.
1. Egyptian Tomb – 5:28
2. A Friend You Know But Never See – 4:26
3. I've Been Down so Long – 5:06
4. Same Way from the Sun – 5:44

Lato B
Testi e musiche di Mighty Baby.
1. House without Windows – 6:12
2. Trials of a City – 6:01
3. I'm from the Country – 4:51
4. At a Point Between Fate and Destiny – 4:49

Edizione CD del 1994, pubblicato dalla Big Beat Records (CDWIKD 120)
1. Egyptian Tomb – 5:28 (Roger Powell, Ian Whiteman, Martin Stone Mike Evans, Alan King)
2. A Friend You Know But Never See – 4:24 (Roger Powell, Ian Whiteman, Martin Stone Mike Evans, Alan King)
3. I've Been Down so Long – 5:05 (Roger Powell, Ian Whiteman, Martin Stone Mike Evans, Alan King)
4. Same Way from the Sun – 5:37 (Roger Powell, Ian Whiteman, Martin Stone Mike Evans, Alan King)
5. House without Windows – 6:10 (Roger Powell, Ian Whiteman, Martin Stone Mike Evans, Alan King)
6. Trials of a City – 5:58 (Roger Powell, Ian Whiteman, Martin Stone Mike Evans, Alan King)
7. I'm from the Country – 4:49 (Roger Powell, Ian Whiteman, Martin Stone Mike Evans, Alan King)
8. At a Point Between Fate and Destiny – 4:44 (Roger Powell, Ian Whiteman, Martin Stone Mike Evans, Alan King)
9. Only Dreaming – 3:16 (Ian Whiteman) – Bonus Track
10. Dustbin Full of Rubbish – 2:47 (Ian Whiteman) – Bonus Track
11. Understanding Love – 3:50 (Ian Whiteman) – Bonus Track
12. Favourite Days – 3:54 (Ian Whiteman) – Bonus Track
13. A Saying for Today – 3:27 (Ian Whiteman) – Bonus Track

## Formazione
- Ian Whiteman - voce, flauto, sassofono, organo, piano, percussioni
- Martin Stone - chitarra solista, chitarra slide
- Alan King - chitarra, voce
- Michael Evans - basso
- Roger Powell - batteria

Note aggiuntive
- Mighty Baby - produzione (brani: Egyptian Tomb, I'm from the Country e At a Point Between Fate and Destiny)
- Guy Stevens - produzione (brani: A Friend You Know But Never See, I've Been Down so Long, Same Way from the Sun, House without Windows, Trials of a City)
- Keith Morris - fotografie
- Keith Davis - grafica
- Martin Sharp - front
- Face Maitland and Sons Ltd. (printers) - back[6]